# Александър Шемански
Александър Леонидович Шемански (на руски: Алекса́ндр Леони́дович Шема́нский; 11 май 1900, Иркутск – 1 април 1976, Лос Анджелис) е оперен певец (тенор) и драматичен актьор от Русия.
Обучава се в Иркутския кадетски корпус, в Гражданската война служи като подпоручик на Източния фронт.
Емигрира в Харбин, където изучава вокал при Осипова-Заржевская. В емиграция пее в Харбинската опера при Железопътното събрание, гастролира с италианската оперна трупа „Капри“ в азиатските страни. В Харбин изпълнява концерт съвместно с Фьодор Шаляпин през 1936 г. Преселва се в САЩ през 1960 г., преподава вокал в Лос Анджелис.